# 和風喫茶鹿楓堂
《和風喫茶鹿楓堂》是清水ユウ的日本漫畫作品，以及改編的電視動畫。
2022年，改編為真人電視劇，由小瀧望主演。改編電視劇由2022年1月15日起於朝日電視台播出。

## 概要
原先在2013年10月發行的《GO GO BUNCH》的vol.1上開始連載，至vol.20因《GO GO BUNCH》休刊而轉至同社的《月刊COMIC@BUNCH》的2018年3月號上繼續連載，之後因雜誌重整為《月刊COMIC BUNCH》而在新刊創刊號2018年6月號上連載。

## 故事
這裡是和風咖啡廳“鹿楓堂”，店主、負責茶水的水，負責咖啡的格雷，負責料理的時堯，負責甜點的椿，各自身懷絕技的4人經營的隱藏人氣店，他們在“款待”客人的同時，偶爾還會解決客人的“煩惱”，以咖啡廳為舞台，完美的4人編織而成的真誠故事。好了，今天的客人是…？

## 出場人物

### 鹿楓堂
東極京水（聲：諏訪部順一 ，千本木彩花（幼少期））
生日：4月7日 Ｏ型。
興趣：逛古書店、貓咪咖啡店、讀書。
特長：劍道、茶道。
喜歡的東西：日本酒、貓。
討厭的東西：鴿子。
本作的主人公。暱稱「阿水」，鹿楓堂的店主，負責茶水，不擅長料理。外表看起來成熟，卻有著天然的一面。狂熱貓咪愛好者，十分溺愛看板貓黃豆粉，時常給牠各種角度的攝影。認為鹿楓堂和其成員們比什麼都重要。
永江時堯（聲：中村悠一）
生日：10月19日 Ａ型。
興趣：看時代劇、電視劇、園藝、陶藝。
特長：料理、手工藝、乒乓球
喜歡的東西：陶藝品、植物、煮豆
討厭的東西：爬蟲類
鹿楓堂的料理廚師，暱稱「時堯」。性格溫和而冷靜，開了間陶藝教室，與附近的老人們交情很深。與水是中學時代的朋友。在鹿楓堂的後院弄了個家庭菜園，並逐年擴大。有隱性虎牙。
格雷戈里奧·瓦倫蒂諾（聲：小野大輔）
生日：7月22日 Ｏ型
興趣：鴨子船、體育、電影鑑賞、旅行
特長：拿鐵拉花(自稱)、腳程快
喜歡的東西：運動、恐龍、冰淇淋
討厭的東西：魚糕
鹿楓堂的咖啡師，暱稱「格雷」。拿鐵拉花微妙，經常引發物議論（只有葉子的拉花堪稱完美，卻自認動物的拉花更好）義大利和日本的混血，是個氣氛製造者，像大哥哥般的存在，無論在什麼方面都十分積極，曾有段比較黑暗的過去。是「鴨船同好會」的會長擔任。
中尾椿（聲：山下大輝）
生日：2月8日 AB型
興趣：邊逛邊吃，逛水族館、讀書
特長：製作日式和西式點心、背誦
喜歡的東西：甜食、辣的東西、大海
討厭的東西：蟲子、英語
鹿楓堂的糕點師，暱稱「椿」。喜愛做甜點和吃甜點，假日經常一個人去不同的甜點店大開殺戒，曾被格雷說自己一半是砂糖做的。性格敏感細膩比較害羞認生。鹿楓堂中年紀最小的成員。對格雷經常有過激的吐槽。
東極八京（聲：前野智昭）
東極京水的雙胞胎哥哥“東區酒店集團”的副社長，外表冷酷。性格沈默寡言，幾乎不談自己的事，不喜歡別人踏入自己的隱私。
角崎英介（聲：鳥海浩輔）
東極八京唯一的好友。
黃豆粉（聲：天崎滉平）
鹿楓堂的看板猫。在後巷里被東極京水撿到後與鹿楓堂的大家一起生活。東極京水十分溺愛着它。喜歡燉煮雞肉。

## 出版書籍
| 卷數 | 新潮社        | 新潮社                 | 青文出版社     | 青文出版社             |
| 卷數 | 發售日期      | ISBN                   | 發售日期       | ISBN                   |
| ---- | ------------- | ---------------------- | -------------- | ---------------------- |
| 1    | 2014年7月9日  | ISBN 978-4-10-771756-6 | 2018年4月10日  | EAN 471-8016-02781-7   |
| 2    | 2015年3月9日  | ISBN 978-4-10-771803-7 | 2018年6月7日   | EAN 471-8016-02963-7   |
| 3    | 2015年11月9日 | ISBN 978-4-10-771849-5 | 2018年8月16日  | ISBN 978-986-356-539-0 |
| 4    | 2016年4月9日  | ISBN 978-4-10-771887-7 | 2018年10月18日 | ISBN 978-986-356-637-3 |
| 5    | 2016年12月9日 | ISBN 978-4-10-771940-9 | 2018年12月13日 | ISBN 978-986-356-711-0 |
| 6    | 2017年6月9日  | ISBN 978-4-10-771887-7 | 2019年6月10日  | ISBN 978-986-356-915-2 |
| 7    | 2017年11月9日 | ISBN 978-4-10-772024-5 | 2020年5月21日  | ISBN 978-986-512-328-4 |
| 8    | 2018年4月9日  | ISBN 978-4-10-772070-2 |                |                        |
| 9    | 2018年10月9日 | ISBN 978-4-10-772126-6 |                |                        |
| 10   | 2019年3月9日  | ISBN 978-4-10-772166-2 |                |                        |
| 11   | 2019年10月9日 | ISBN 978-4-10-772222-5 |                |                        |
| 12   | 2020年4月9日  | ISBN 978-4-10-772275-1 |                |                        |
| 13   | 2020年10月9日 | ISBN 978-4-10-772326-0 |                |                        |
| 14   | 2021年4月9日  | ISBN 978-4-10-772379-6 |                |                        |
| 15   | 2021年10月8日 | ISBN 978-4-10-772437-3 |                |                        |
| 16   | 2022年4月8日  | ISBN 978-4-10-772489-2 |                |                        |
| 17   | 2022年12月8日 | ISBN 978-4-10-772551-6 |                |                        |
| 18   | 2023年7月7日  | ISBN 978-1-10-772622-3 |                |                        |
| 19   | 2024年3月8日  | ISBN 978-4-10-772693-3 |                |                        |
| 20   | 2024年11月9日 | ISBN 978-4-10-772766-4 |                |                        |
| 21   | 2025年5月9日  | ISBN 978-4-10-772832-6 |                |                        |

## 電視動畫
在2017年10月7日發行的《GO GO BUNCH》Vol.19上宣佈製作電視動畫，並於2018年4月開始播出。

### 工作人員[4]
- 原作：清水ユウ（日语：清水ユウ）
- 監督：神谷友美
- 系列構成：赤尾凸
- 顧問、音響監督：佐藤卓哉
- 人物設計：安食圭
- 料理設計、料理作畫監督：伊藤憲子
- 、：郷津春奈
- 衣装設計：島沢ノリコ（日语：島沢ノリコ）、本多惠美
- 色彩設計：品地奈奈繪
- 美術監督：小倉宏昌
- 美術設定：佐佐木洋（日语：佐々木洋）
- 3DCG：Felix Film
- 撮影監督：口羽毅
- 編集：平木大輔
- 音樂：渡邊剛
- 音樂製作：
- 音響監督：砂糖卓哉
- ：新宅潔
- ：GENCO
- ：ZEXCS
- 製作：（新潮社、ギャガ（日语：ギャガ）、KADOKAWA、GYAO（日语：GYAO）、AT-X、TOKYO MX、鷲奇大地、GENCO）

### 主題曲
片頭曲《桜色クリシェ》
作詞 -  / 作曲 - 手塚祐太 / 編曲 - 悠木真一 / 歌 - aki
片尾曲《Clover》
作曲 - Coffee Creamers / 編曲 - 渡邊剛

## 電視劇
《和風喫茶鹿楓堂》，2022年1月15日至3月19日在日本朝日電視網每週六晚間的“週六好劇”時段（23時30分－翌日0時0分）播出，由所屬傑尼斯事務所的小瀧望（Johnny's WEST）主演。

### 演員列表

#### 鹿楓堂
- 東極京水（スイ）：小瀧望（Johnny's WEST）
- 永江時堯（ときたか）：葉山獎之
- 格雷戈里奧・瓦倫蒂諾（ぐれ）：佐伯大地（日语：佐伯大地）
- 中尾椿（椿）：大西流星（浪花男子）

- 角崎英介：白洲迅
- 東極八京：藤井流星（Johnny's WEST）

東極京水的雙胞胎哥哥。飯店「東區酒店集團」的社長。
- 神子洸一郎：戶次重幸（第5話 -）

在鹿楓堂競爭對手店裡工作的廚師。
- 神子Mari：加藤柚凪（日语：加藤柚凪）（第5話 -）

洸一郎的女兒。
- 花岡千利：西垣匠（第5話 -）

洸一郎的實習廚師。視椿為對手。

#### 客串角色
第1話
- 櫻田Tsubasa：First Summer Uika（日语：ファーストサマーウイカ）

埋頭於工作忘記休息的女性。
- 天神猛彦：伊武雅刀

茶店的店主。
- 天神小鶴：田畑志真（日语：田畑志真）

猛彦的孫女。中學生。
- 天神Sae：勝倉經子（日语：勝倉けい子）

猛彦的妻子。
- 東極京之介：藏内秀樹（日语：藏内秀樹）

第2話
- 柴野亮平：优太朗

菜鳥上班族。
- 櫻田文彦：津田寬治（日语：津田寛治）

因妻子過世每天都過得沒精神的櫻田Tsubasa的父親。
第4話
- 砂金宏和：脇知弘（日语：脇知弘）

單戀林朝子的男記者。
- 林朝子：織田梨沙（日语：織田梨沙）

跟砂金在同個職場工作的女記者。
第6話
- 渡邊洋：翔

格雷在慢跑時遇到的高中生。
- Ryuji：曾田陵介

天鵝船同好會成員之一。
第7話
- 北澤青爾：光石研

永江時堯的叔叔，在時堯幼時曾經收留過他。

第8話
- 角崎藍：加藤菜津

角崎英介的妹妹。
- 角崎之母：五十嵐美紀

角崎英介的母親，與女兒一同經營餐館。

### 製作團隊
- 原作：清水ユウ《和風喫茶鹿楓堂》（新潮社《月刊Comic@Bunch》連載）
- 編劇：泉澤陽子
- 導演：Yuki Saito、柴田啓佑、佐藤惠梨子
- 配樂：未知瑠
- 主題曲：Johnny's WEST「黎明」（Johnny's Entertainment Record）
- 餐館監修： Aoyama Edomons（青山清和）、小山美光
- 日本茶監修：奥村静二（NPO法人日本茶講師協會 （页面存档备份，存于））
- 外景協助：Cafe Edomons （页面存档备份，存于）、Cafe Gallery高澤記念館 （页面存档备份，存于）、千葉縣電影協會 （页面存档备份，存于）
- 首席製片：三輪祐見子（朝日電視台）
- 副製片：都志修平（J Storm）
- 共同製片：貴島彩理（朝日電視台）、新野安行（THEFOOL）、疋田理紗（THEFOOL）
- 制作協力：THEFOOL
- 製作：朝日電視台、J Storm

### 播出日程
| 各話   | 播出日期 | 標題                     | 電子節目指南標題                          | 導演       |
| ------ | -------- | ------------------------ | ----------------------------------------- | ---------- |
| 第1話  | 1月15日  | 鮭魚子茶漬飯             | 療愈的鮭魚子茶漬飯&濃厚抹茶白玉百匯冰淇淋 | Yuki Saito |
| 第2話  | 1月22日  | 脆脆軟軟的雞肉天婦羅丼!! | 脆脆軟軟的雞肉天婦羅丼&冬野菜咖哩員工餐   | Yuki Saito |
| 第3話  | 1月29日  | 犒賞的日式拿坡里義大利麵 | 犒賞的拿坡里義大利麵&充滿回憶的草莓大福   | 柴田啓佑   |
| 第4話  | 2月05日  | 入口即化豬排丼飯!!       | 入口即化豬排丼飯&愛的巧克力拿鐵           | 佐藤惠梨子 |
| 第5話  | 2月12日  | 幸福的蛋包飯             | 幸福的松軟鬆餅&黏~糊糊的和風蛋包飯        | Yuki Saito |
| 第6話  | 2月19日  | 入口即化的炖豬肉塊!!     | 入口即化的炖豬肉塊&迷人的日式栗子蒙布朗   | 柴田啓佑   |
| 第7話  | 2月26日  | 肉汁漢堡排!!             | 肉汁滿溢漢堡排&章魚燒派對                 | Yuki Saito |
| 第8話  | 3月06日  | 法式焗菜&味噌鯖魚        | 濃厚起司法式焗菜&入口即化味噌鯖魚         | 柴田啓佑   |
| 第9話  | 3月12日  | 鮮水果三明治             | 爆量鮮奶油豪華水果三明治                  | Yuki Saito |
| 最終話 | 3月19日  | 幸福的兒童餐             | 大家一起吃!大人的兒童餐                   | Yuki Saito |

※第8話因播出特別電視劇「津田梅子：成為鈔票的留學生」，延後40分鐘播出（3月6日〈5日深夜〉0:10 - 0:40）。

## 外部連結

### 動畫
- 漫畫版官方網站 （日語）
- 電視動畫官方網站 （日語）
- 和風喫茶鹿楓堂的X（前Twitter）
- 互联网电影数据库（IMDb）上《和風喫茶鹿楓堂》的资料（英文）
- 豆瓣电影上《鹿枫堂四色日和》的資料 （简体中文）

### 電視劇
- 周六好剧『和風喫茶鹿楓堂』｜朝日電視台 （页面存档备份，存于）（日語）
- 和風喫茶鹿楓堂的X（前Twitter）
- 和風喫茶鹿楓堂的Instagram帳戶
- 和風喫茶鹿楓堂的TikTok
- 在Netflix上觀看《和風喫茶鹿楓堂》
- 互联网电影数据库（IMDb）上《和風喫茶鹿楓堂》的资料（英文）
- 豆瓣电影上《鹿枫堂四色日和》的資料 （简体中文）

| 朝日電視網 週六好劇                      | 朝日電視網 週六好劇                                   | 朝日電視網 週六好劇 |
| ---------------------------------------- | ----------------------------------------------------- | ------------------- |
|                                          | 和風喫茶鹿楓堂 （2022年1月15日－3月19日）             |                     |
| 被擦掉的初戀 （2021年10月9日－12月18日） | 我的可愛已經快到有效期限!? （2022年4月16日－6月11日） |                     |